# Untersuchungskommission zum Einsatz von Gewalt während der Revolution in Ägypten 2011
Die Untersuchungskommission zum Einsatz von Gewalt während der Revolution in Ägypten 2011 ist eine regierungsunabhängige Kommission aus Richtern, Rechtsexperten und Aktivisten der Demokratiebewegung, die sich zum Ziel setzte, die Todesfälle während der Revolution in Ägypten 2011 eingehend zu untersuchen.
Die Kommission kam zu dem Ergebnis, dass während der Revolution mindestens 846 Zivilisten und 26 Polizisten getötet und weitere 6.467 Menschen teils schwer verletzt wurden. Ebenfalls nannte sie Namen von verantwortlichen Personen. Der Bericht wurde laut Angabe der amtierenden ägyptischen Regierung am 19. April 2011 sowohl dem Justizminister Abdel Aziz al-Gendy als auch dem Generalstaatsanwalt Abdel Meguid Mahmud in Kopie übergeben.

## Geschichte
Schon zuvor, am 10. Februar 2011, war bereits per Dekret (Dekret No. 294/2011) eine Untersuchungskommission vom bis zum 3. März 2011 amtierenden Premierminister von Ägypten Ahmad Schafiq eingesetzt worden. DIESER Kommission gehörten die Rechtsanwälte Adel Qadora, Mohamed Amin El-Mahdy, Eskandr Ghatas, Mohamed Badran und Nagwa Khalil an.
Die Mitglieder der sich dann bildenden regierungsunabhängigen Untersuchungskommission (von der HIER die Rede ist) befürchteten aber, dass eine Untersuchungskommission, die von einer Regierung, die von Mubarak-Getreuen noch stark durchsetzt war, bzw. vom tatsächlich regierenden Obersten Rat der Streitkräfte eingesetzt wurde, an einer Aufklärung der Vorgänge im Hintergrund nicht wirklich interessiert sei. Aus diesem Grunde schlossen sie sich zusammen und begannen ihre eigenen Untersuchungen, die zu den hier genannten Ergebnissen führte.

## Ablauf

### Mitglieder
Die Kommission setzte sich aus Richtern, Rechtsexperten und Aktivisten der Demokratiebewegung zusammen.
- Omar Marwan – Richter – Generalsekretär der Untersuchungskommission
- Hossam Eissa – Professor an der Juristischen Fakultät der Ain Shams University
- Fatma Khafaga – Menschenrechtsaktivistin – ehemalige Direktorin des National Council for Women (Ombudsman Office)
- Khaled al-Shalakany – Vorsitzender der ägyptischen Supreme State Security Prosecution
- Tareq Zaghloul – Rechtsanwalt – ehemaliger Generalsekretär der Egyptian Organization for Human Rights
- Ahmad Seif el-Islam – ehemaliger Direktor des Anwaltszentrums Hisham Mubarak[5]

### Ergebnis und Bewertung
Die Untersuchungskommission kam nach Befragung von angeblich mehr als 17.000 Augenzeugen – Demonstranten und Polizisten – sowie der Auswertung von über 800 Videoclips und Amateurfotos zu dem Ergebnis, dass durch die Schlägertruppen, Heckenschützen und Mitglieder des inzwischen aufgelösten Staatssicherheitsdienstes des Mubarak-Regimes insgesamt 846 Zivilisten und 26 Polizisten getötet, weitere 6.467 Menschen teils schwer verletzt wurden.
Scharfschützen der Anti-Terror-Einheit des Staatssicherheitsdienstes hätten von Dächern herab – wie z. B. dem Innenministerium oder dem Nile-Hilton – auf die Protestierenden geschossen. Ebenso feuerten sie auf Anwohner, die aus Fenstern und von Balkonen die Proteste filmten.
Viele Demonstranten sind gezielt durch Schüsse in den Kopf oder in die Brust getötet worden; dies deutet auf den Einsatz von Scharfschützen hin, heißt es in dem Bericht.
Der Generalsekretär des Komitees, Richter Omar Marwan, hob hervor, dass der ehemalige Präsidenten Husni Mubarak sowie der ehemalige Innenminister al-Adli die Hauptverantwortung für die Ermordung der Menschen tragen:

“The shooting lasted for several days. There were people killed in Suez on 25 January. Neither the president nor the interior minister ordered any kind of investigation. Then killings happened in other cities. No investigation was conducted ... They did not interfere to stop it or hold accountable those who fired live rounds; this confirmed their involvement in responsibility.”

„Die Schießerei dauerte mehrere Tage an. In Suez wurden [bereits] am 25. Januar Menschen getötet. Weder der Präsident noch der Innenminister veranlassten irgendwelche Untersuchungen. Dann kam es auch in anderen Städten zur Tötung [von Demonstranten]. Und wieder wurden keine Untersuchungen angeordnet. ... Sie schritten nicht ein, um das zu stoppen, [sie schritten auch nicht ein] um diejenigen zur Rechenschaft zu ziehen, die dort mit scharfer Munition um sich schossen; und [allein] das beweist, dass sie darin verwickelt sind, dass sie dafür verantwortlich sind.“

Zwar sei kein schriftlicher Schießbefehl von Mubarak gefunden worden, es könne aber als sicher angenommen werden, dass er – aufgrund der Befehlsstruktur in Ägypten – von den Vorgängen Kenntnis gehabt habe und trotzdem nicht eingeschritten sei. „Der Schießbefehl gegen Demonstranten war nur mit seiner Zustimmung möglich“, sagte Omar Marwan, der Generalsekretär des Untersuchungsausschusses.
Außer Husni Mubarak und Habib al-Adli gibt es laut des Reports weitere Verantwortliche:
Gamal und Alaa Mubarak, die beiden Söhne Husni Mubaraks,
der ehemalige Vorsitzende des Schura-Rats Safwat El-Sherif,
der Geschäftsmann Ibrahim Kamel,
Aisha Abdel-Hadi, der ehemalige Arbeitsminister,
Hussein Megawer, der Vorsitzende der Egyptian Trade Union Federation (ETUF) (der staatlich gelenkten und überwachten Einheitsgewerkschaft Ägyptens), der ehemalige Sprecher der ägyptischen Volksversammlung Ahmed Fathi Sorour sowie der Rechtsanwalt Mortada Mansour.
Sie werden insbesondere beschuldigt, die Drahtzieher der sogenannten „Battle of the Camel“ gewesen zu sein, als am 2. Februar 2011 Schlägertruppen von Mubarak und der Regierungspartei NDP auf dem Tahrir-Platz Demonstranten mit Messern, Knüppeln und Steinen angriffen, schwer verletzten oder gar ermordeten.